# Ceranesi
Ceranesi est une commune italienne de la ville métropolitaine de Gênes dans la région Ligurie en Italie.

## Culture
Lieu de pèlerinage marial situé sur le mont Figogna.

## Administration
| Période                                  | Période | Identité | Étiquette | Qualité |
| ---------------------------------------- | ------- | -------- | --------- | ------- |
|                                          |         |          |           |         |
| Les données manquantes sont à compléter. |         |          |           |         |

### Hameaux
Ceranesi-Gaiazza, Geo, Livellato, San Martino Paravanico, Torbi

### Communes limitrophes
Bosio (Italie), Campomorone, Gênes